# Đom đóm quả nhẵn
Đom đóm quả nhẵn hay còn gọi long đồng nhỏ (danh pháp khoa học: Alchornea trewioides) là một loài thực vật có hoa trong họ Đại kích. Loài này được (Benth.) Müll.Arg. mô tả khoa học đầu tiên năm 1865.